# Facundo García Hamilton
Facundo García Hamilton (Tucumán, Argentina, 31 de enero de 2003) es un jugador profesional argentino de rugby que se desempeña en la posición de ala en Tarucas, equipo del Super Rugby Américas.

## Carrera

### Tucumán Rugby
García Hamilton se formó y debutó en Tucumán Rugby en 2022. En su primer año llegó a la final del Torneo Regional del Noa 2022, pero perdió ante Huirapuca.

### Dogos XV
En 2023 se unió a Dogos XV, donde lleva jugando dos temporadas. En el 2024 se coronó campeón de Súper Rugby Américas, al derrotar a Pampas en la final.

### Tarucas
De cara a la temporada 2025 se sumó a Tarucas, la flamante franquicia del SRA.

## Selección nacional
Garcia Hamilton disputó el Mundial de Rugby Juvenil con los Pumitas.

## Clubes
| Club          | País      |
| ------------- | --------- |
| Tucumán Rugby | Argentina |
| Dogos XV      | Argentina |
| Tarucas       | Argentina |

## Palmarés
| Título               | Equipo   | País      | Año  |
| -------------------- | -------- | --------- | ---- |
| Súper Rugby Américas | Dogos XV | Argentina | 2024 |